# HDC Media
HDC Media was de uitgever van verschillende dagbladen en huis-aan-huisbladen. De letters HDC in de naam staan voor Hollandse Dagbladcombinatie, de naam waaronder het bedrijf tot 2004 bekendstond. 
HDC Media was onderdeel van de Telegraaf Media Groep N.V.. De Hollandse Dagbladcombinatie ontstond in 1992 na een samenvoeging van de Verenigde Noordhollandse Dagbladen in Alkmaar en uitgeverij Damiate in Haarlem. Op 1 juli 2014 werden HDC Media B.V., uitgever van regionale dagbladen en Holland Combinatie, uitgever van lokale huis-aan-huiskranten samengevoegd in de nieuwe organisatie Holland Media Combinatie B.V.
De dagbladen die HDC Media uitgaf, zijn:
- Noordhollands Dagblad, met negen edities en een totale oplage van ca. 150.000 exemplaren
- Haarlems Dagblad
- IJmuider Courant
- Leidsch Dagblad
- De Gooi- en Eemlander
- Dagblad Kennemerland

Het Dagblad van Almere was een kopblad van De Gooi- en Eemlander en werd per 1 januari 2003 opgeheven. Sinds de opheffing van het Dagblad van Almere verscheen vier keer per week het Huis-aan-huisblad Almere Vandaag. Sinds oktober 2005 gaf HDC Media de lokale krant Alphen.cc uit, die viermaal per week verscheen in Alphen aan den Rijn. Per 1 oktober 2013 stopte HDC Media met het uitgeven van Alphen.cc.
Daarnaast exploiteerde HDC Media de volgende internetdiensten:
- autocircuit.nl
- coachvanhetjaar.nl/nhd
- dichtbij.nl
- ffcentraal
- Gemeente Informatie Service
- speurders.nl
- vacaturekrant.nl
- vakantierecreatie.nl
- vandaag.nl